# Afeni Shakur
Afeni Shakur Davis (născută Alice Faye Williams; n. 10 ianuarie 1947 – d. 2 mai 2016) a fost o activistă și femeie de afaceri americană. Shakur a fost mama rapper-ului și actorului american Tupac Shakur. 

## Biografie
Shakur s-a născut Alice Faye Williams în Lumberton, Carolina de Nord pe data de 10 ianuarie 1947.
În 1968, la vârsta de 21 de ani, și-a schimbat numele în Afeni Shakur, Afeni însemnând "iubitor de oameni" în arabă, iar Shakur "mulțumesc lui Dumnezeu". A trăit apoi în Harlem, New York, unde s-a alăturat grupării "Panterele Negre". Ea a devenit un lider al secțiunii din Harlem și un mentor pentru noii membri, inclusiv Jamal Joseph, Cleo Silvers și Dhoruba Bin-Wahad. De asemenea, Afeni a lucrat cu Billy Garland (tatăl lui Tupac) și Geronimo Pratt (care a devenit nașul lui Tupac). 

În aprilie 1969, Afeni Shakur a fost arestată, împreună cu alte 21 de Pantere Negre, pentru o serie de atacuri asupra unor secții de poliție și altor locuri publice din New York. Cu o cauțiune setată la 100.000 de dolari pentru fiecare dintre cei 21 de suspecți, Panterele Negre au decis să plătească întâi cauțiunile lui Joseph și Shakur, astfel încât cei doi să poată strânge fonduri pentru plata cauțiunilor celorlalte Pantere Negre. După ce a citit cartea lui Fidel Castro, "Istoria Mă Va Absolvi", Shakur a ales să se reprezinte singură în instantă, spunându-le celorlalte Pantere acuzate că, dacă vor fi condamnați, ei vor sta în închisoare, nicidecum avocații. Gravidă în timpul procesului, în care risca o sentință de 300 de ani de închisoare, Shakur a intervievat mai mulți martori și s-a reprezentat cu succes în instantă. Atât ea, cât și ceilalți membri ai grupului 'Pantera 21' au fost achitați în mai 1971, după opt luni de proces. Fiul ei, Tupac s-a născut pe 16 iunie 1971.
Exact la un an după moartea fiului ei, cu venituri din albumele sale lansate postum, Afeni a fondat în Georgia Fundația Tupac Amaru Shakur, care oferă programe de artă pentru tineri, și Amaru Entertainment, compania care deține toate materialele nelansate ale lui Tupac. Ea are, de asemenea, de când a lansat o linie de imbrăcăminte de modă, Makaveli Branded; toate încasările merg înspre acțiunea de caritate, Tupac Amaru Shakur Fundația.
Shakur a fost, se pare, într-un Tribunal Federal, pe 20 iulie 2007, să depună un ordin pentru  Death Row Records din vânzarea oricărui material nelansat ale lui Tupac după ce compania nu a reușit să dovedească faptul că piesele nelansate nu au făcut parte din faliment.
Ea a creat o casă de discuri numită Amaru Records, pentru lansarea înregistrarilor nelansate ale lui Tupac. Ea a câștigat procesul intentat împotriva lui Death Row Records pentru a primi 150 de piese nelansate de fiul ei. 
Shakur a călătorit în SUA și a  ținut cursuri. Pe 6 februarie 2007, ea a ținut prelegerea de Keynote de la Universitatea Vanderbilt a modelului de Comemorare pentru Black History Month.
Pe 2 mai 2016 poliția și paramedicii au ajuns la Shakur acasă în Sausalito, California. Ea a fost transportată la un spital din apropiere, unde a fost declarată decedată, cauza decesului fiind un presupus atac de cord. Trupul ei a fost incinerat.